# 사이렌서 잠복 부대
사이렌서 잠복 부대(The Ambushers)는 미국에서 제작된 헨리 레빈 감독의 1967년 영화이다. 딘 마틴 등이 주연으로 출연하였고 얼빙 알렌 등이 제작에 참여하였다.

## 출연

### 주연
- 딘 마틴
- 센타 버거

### 조연
- 제니스 룰
- 제임스 그레고리
- 앨버트 서미
- 커트 카스즈너
- 비벌리 애덤스
- 데이빗 마우로
- 로이 젠슨
- 존 브라샤
- 린다 포스터

## 제작진
- 원작자: 도널드 해밀턴